# Lusti (marca)
Lusti, es una empresa de confección deportiva que fue creada en la ciudad de Cali, su dueño inicial era la señora Rosalba Ospina pero desde 2006 pertenece a la empresa International Sports Ltda. Lusti es una empresa en crecimiento que ha patrocinado equipos del fútbol profesional colombiano pero también atiende contratos con el departamento. Además de la fabricación de indumentaria deportiva, ha contado con participación en el fútbol juvenil del Valle del Cauca, mediante el equipo de nombre Lusti Sport.